# When I Grow Up (canción de The Pussycat Dolls)
«When I grow up» es una canción de The Pussycat Dolls producida por Darkchild y lanzada alrededor del mundo por Universal Music Group, durante el tercer cuarto de 2008, como el primer sencillo internacional del segundo álbum de estudio del grupo femenino, Doll Domination.
El video musical de "When I grow up" fue dirigido por Joseph Kahn y ganó en la categoría Mejor Baile en un Video musical en los MTV Video Music Awards 2008.
"When I grow up" ingresó a las diez primeras posiciones de las listas musicales de sencillos de Alemania, Australia, Austria, Bélgica, Bulgaria, Canadá, Dinamarca, los Estados Unidos, Irlanda, Nueva Zelanda y el Reino Unido; y a las veinte primeras posiciones de las listas musicales de sencillos de Noruega y Suecia.

## Video musical
El video musical de "When I grow up" fue nominado en la categoría Video musical del Año en los MTV Video Music Awards 2008, mas perdió frente al video musical de «Piece of Me» de Britney Spears.
El video musical empieza con la agrupación Pussycat Dolls dentro de un auto, frustradas por el tráfico. Segundos después Nicole Scherzinger empieza a cantar, y las demás se ríen, todas salen del auto y en el coro de la canción, montan una coreografía arriba de los toldos de los autos que hay en la calle. Después se nota a las 5 pussycat dolls por la calle, mientras toda las personas las observan y admiran.
Seguido a esto, Nicole interpreta el segundo verso de la canción, subida a una banca en la calle junto con las demás pussycat dolls, enseguida las 5 chicas montan otra coreografía cerca de una zona de construcción y se trepan a ella, donde montan una tercera coreografía. En el puente del vídeo Nicole canta, rodeada por espejos gigantes. Al final las pussycat dolls bailan en el mismo escenario, y atrás de ella se ve un letrero gigante que dice The Pussycat Dolls, el vídeo musical iba a contar con el cameo de la cantante estadounidense Britney Spears, el clip fue grabado, pero eliminado de la versión final del vídeo.

## Formatos
Formatos de los principales lanzamientos materiales de "When I grow up" de The Pussycat Dolls:
CD-Single Interscope 060251779570 (UMG) / EAN 0602517795709

Lanzado en Oceanía y Europa el 12 de septiembre de 2008.
| CD-Single |                  |                           |       |
| 1         | "When I grow up" | Main Version              | 04:06 |
| 2         | "When I grow up" | Dave Audé Audacious Radio | 03:42 |

## Listas musicales de sencillos

### Nacionales
| América        |                   |    |           |
| Brasil         | Hot 100 Singles   | 21 |           |
| Canadá         | Canadian Hot 100  | 3  | 119 000   |
| Estados Unidos | Billboard Hot 100 | 9  | 2 180 000 |
| Europa         |                   |    |           |
| Alemania       | Top 100 Singles   | 7  |           |
| Austria        | Top 75 Singles    | 7  |           |
| Bélgica        | Top 50 Singles    | 3  |           |
| Bulgaria       | Top 40 Singles    | 4  |           |
| Dinamarca      | Top 40 Singles    | 6  |           |
| Finlandia      | Top 20 Singles    | 1  |           |
| Francia        | Top 100 Singles   | 2  |           |
| Irlanda        | Top 50 Singles    | 2  |           |
| Noruega        | Top 20 Singles    | 13 |           |
| Países Bajos   | Top 40 Singles    | 25 |           |
| Portugal       | Top 50 Singles    | 13 |           |
| Reino Unido    | Top 75 Singles    | 3  | 412 000   |
| Suecia         | Top 60 Singles    | 18 |           |
| Suiza          | Top 100 Singles   | 10 |           |
| Oceanía        |                   |    |           |
| Australia      | Top 50 Singles    | 2  | 70 000    |
| Nueva Zelanda  | Top 40 Singles    | 5  | 5 000     |

### Internacionales
| Europa                   |                          |   |
| European Hot 100 Singles | European Hot 100 Singles | 3 |